# James Israel
Ne doit pas être confondu avec James Israel (chirurgien).
James Israel est un réalisateur, scénariste, producteur et directeur de la photographie américain né le 22 septembre 1971 à Spartanburg, Caroline du Sud (États-Unis).

## Filmographie

### comme réalisateur
- 2001 : Back and Forth
- 2003 : The Sinking Ship
- 2003 : Terrain vague
- 2004 : The Venice of Brooklyn
- 2005 : The Tourist

### comme scénariste
- 2001 : Back and Forth
- 2003 : The Sinking Ship
- 2003 : Terrain vague
- 2004 : The Venice of Brooklyn
- 2005 : The Tourist

### comme producteur
- 2003 : The Sinking Ship
- 2004 : The Venice of Brooklyn
- 2005 : The Tourist

### comme directeur de la photographie
- 2003 : Terrain vague
- 2004 : The Venice of Brooklyn